# Richard Steele

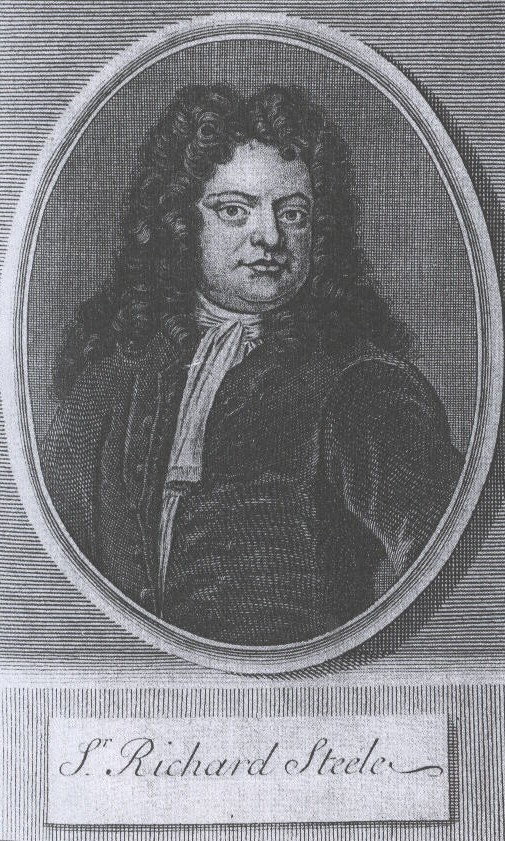
Richard Steele

Richard Steele (Dublin, 1671 – Carmarthen, 1 september 1729) was een Iers schrijver en politicus. Zijn faam als schrijver berust voor een groot deel op zijn bijdragen aan twee tijdschriften die hij samen met zijn vriend Joseph Addison oprichtte: The Tatler en The Spectator.
Steele ontving zijn opleiding aan de Charterhouse School, een public school in Surrey, waar hij kennis maakte met zijn leeftijdgenoot Joseph Addison, en vervolgens aan Merton College, Universiteit van Oxford. 

Vervolgens werd hij cadet bij de Life Guards van de Household Cavalry. In 1694 schreef hij een gedicht ter gelegenheid van de begrafenis van koningin Mary, dat hij opdroeg aan Lord Cutts, kolonel van de Coldstream Guards. Hij werd vervolgens secretaris van de kolonel en werd bevorderd tot kapitein.
In 1701 verscheen The Christian Hero, waarin hij nogal moralistisch jonge mannen erop wees wat het juiste pad was. Mogelijk ontstond dit werk uit schuldgevoel, omdat hij zelf bepaald geen vlekkeloos leven leidde. Vervolgens schreef hij voor het theater en had daarmee enig succes. In 1701 werd zijn komedie The Funeral, or Grief à-la-Mode geproduceerd in het Londense theater Drury Lane. In 1703 volgde  de komedie The Lying Lover en in 1705 The Tender Husband.
In 1706  verwierf Steele een functie in het huishouden van prins George, de echtgenoot van koningin Anne en schreef hij officiële stukken voor de regering. Uit de levendige conversatie in de destijds populaire koffiehuizen in Londen putte Steele de inspiratie voor zijn tijdschrift The Tatler, dat hij in 1709 oprichtte met Addison en met de hulp van Jonathan Swift. Het satirische blad verscheen tot 1712 driemaal per week. Met Addison was hij in 1711 het blad The Spectator begonnen, dat gedurende een periode van bijna twee jaar veel succes had.
Steele, die politiek gezien een Whig Party was, verloor zijn baan toen de Tories in 1710 aan de macht kwamen. Dit duurde tot 1714, toen George I de troon besteeg. Zijn loopbaan als journalist zette hij inmiddels voort. Hij begon het blad The Guardian, waaraan ook Addison en Alexander Pope meewerkten. In de jaren 1713 en 1714 verscheen ook het blad The Englishman.  In 1713 nam hij zitting in het parlement, maar de publicatie van zijn pamflet The Crisis leidde ertoe dat hij uit het parlement werd gezet.
De troonsbestijging van George I bracht een ommekeer: hij werd geridderd en kreeg het Londense Theatre Royal in Drury Lane onder zijn beheer. 

Na een ruzie met Addison en onenigheid over de 'Peerage Bill' betreffende het recht van de koning om edelen te benoemen, trok hij zich terug in Wales, waar zijn tweede vrouw, Mary Scurlock, met wie hij in 1707 was getrouwd, vandaan kwam. Hij bleef daar wonen, ook na de dood van zijn vrouw en werd begraven in St Peter's Church in Carmarthen.